# チェ・ヒョンソク (歌手)
チェ・ヒョンソク（韓: 최현석、漢: 崔玹碩、1999年4月21日 - ）は、韓国・江南区出身の歌手、ラッパー、ダンサー。本名同じ。10人組男性アイドルグループ・TREASUREのリーダーとして2020年8月7日にデビュー。YGエンターテインメント所属。

## 来歴
1999年4月21日、韓国・江南区に長男として生まれる。元々はサッカー選手が将来の夢であったものの、BIGBANGのドキュメンタリー番組を見た事がきっかけとなり、歌手を志すようになる。2015年に現在の所属事務所に入社。
2017年JTBCで放送されたオーディション番組『MIXNINE』に出演。最終順位で5位となり、デビューが確定したものの後に白紙撤回となった。デビューメンバーにはヒョンソクの他にもCIXのBX（イ・ビョンゴン）や、OMEGA Xのハンギョム（ソン・ハンギョム）などがいた。
2018年から翌年にかけてオーディション番組『YG 宝石箱』に出演。TREASUREのメンバーとしては7番目にデビューメンバーとして選ばれた。2020年1月にハ・ユンビンが脱退したことにより12人組へと再編成され、8月7日、1stシングル『THE FIRST STEP : CHAPTER ONE』でTREASUREのリーダーとしてデビュー。
2022年1月27日、メンバーであるジュンギュとマシホらと共に新型コロナウイルスに感染。2月3日、在宅治療を経て回復をし、活動再開をした。

## 人物

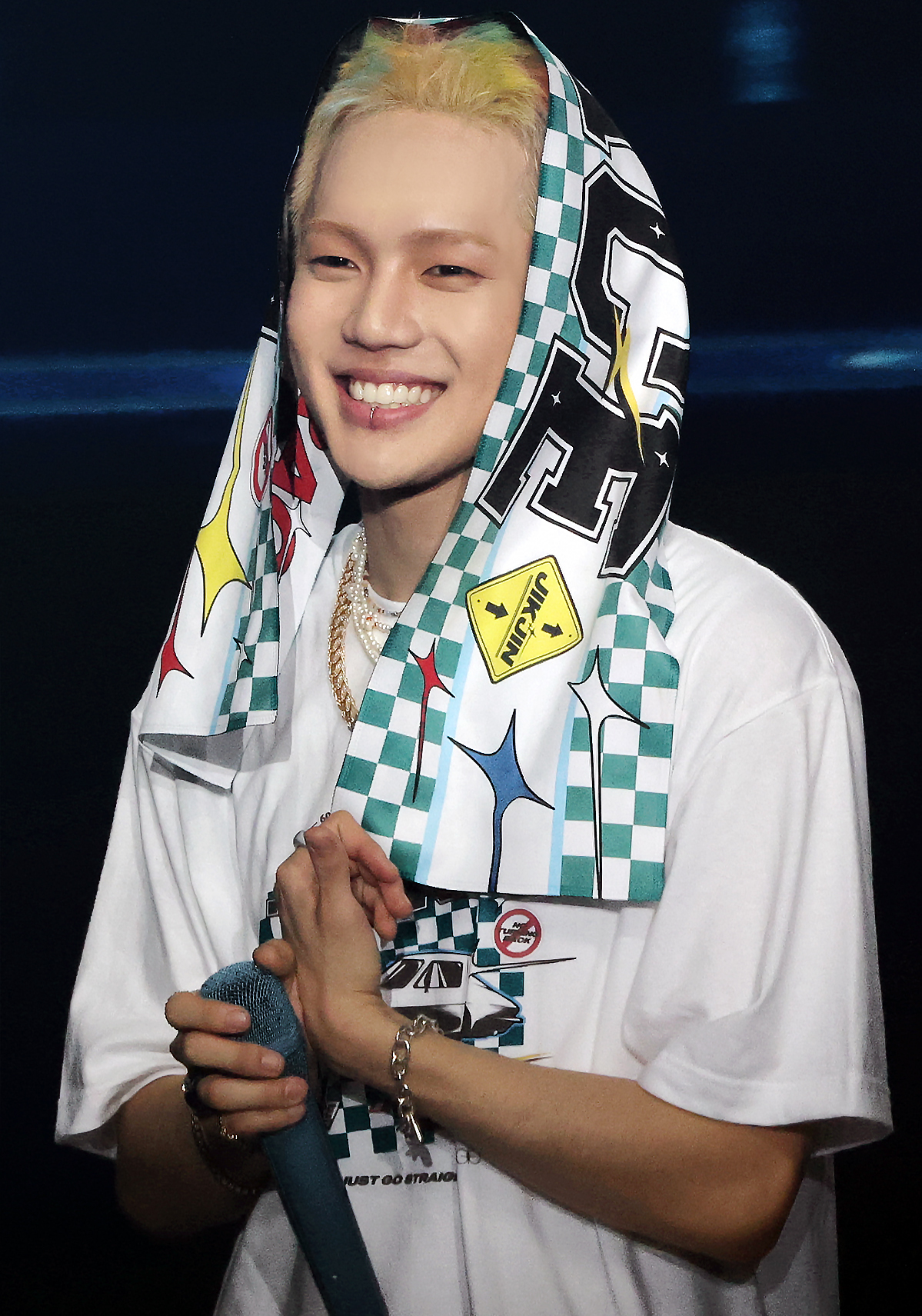
2022年に行われたコンサートにて

身長169.6cm、体重58kg、A型。 MBTIはENFP-T。家族構成は母親と父親と妹である。
サッカーが好きであり、好きな選手はソン・フンミンである。それに関連して、ヒョンソクの部屋の壁にはユニフォームが飾ってあり、そのユニフォームを見てどこのサッカーチームなのかを当てることが出来る。

## 作詞・作曲
| リリース年 | リリース日 | 収録アルバム                     | 楽曲                      | 歌手     | 参加                   |
| ---------- | ---------- | -------------------------------- | ------------------------- | -------- | ---------------------- |
| 2019年     | 5月30日    | 24℃                              | 1, 2                      | Lee Hi   | 作詞、フィーチャリング |
| 2020年     | 8月7日     | THE FIRST STEP : CHAPTER ONE     | BOY                       | TREASURE | 作詞、作曲             |
| 2020年     | 8月7日     | THE FIRST STEP : CHAPTER ONE     | COME TO ME                | TREASURE | 作詞                   |
| 2020年     | 9月18日    | THE FIRST STEP : CHAPTER TWO     | I LOVE YOU                | TREASURE | 作詞                   |
| 2020年     | 9月18日    | THE FIRST STEP : CHAPTER TWO     | B.L.T (BLING LIKE THIS)   | TREASURE | 作詞                   |
| 2020年     | 11月6日    | THE FIRST STEP : CHAPTER THREE   | MMM                       | TREASURE | 作詞                   |
| 2020年     | 11月6日    | THE FIRST STEP : CHAPTER THREE   | ORANGE                    | TREASURE | 作詞                   |
| 2021年     | 1月11日    | THE FIRST STEP : TREASURE EFFECT | MY TREASURE               | TREASURE | 作詞                   |
| 2021年     | 1月11日    | THE FIRST STEP : TREASURE EFFECT | BE WITH ME                | TREASURE | 作詞                   |
| 2021年     | 1月11日    | THE FIRST STEP : TREASURE EFFECT | SLOWMOTION                | TREASURE | 作詞                   |
| 2022年     | 2月15日    | THE SECOND STEP : CHAPTER ONE    | JIKJIN                    | TREASURE | 作詞、作曲             |
| 2022年     | 2月15日    | THE SECOND STEP : CHAPTER ONE    | U                         | TREASURE | 作詞、作曲             |
| 2022年     | 2月15日    | THE SECOND STEP : CHAPTER ONE    | DARARI                    | TREASURE | 作詞、作曲             |
| 2022年     | 2月15日    | THE SECOND STEP : CHAPTER ONE    | IT’S OKAY                 | TREASURE | 作詞                   |
| 2022年     | 2月15日    | THE SECOND STEP : CHAPTER ONE    | BFF (BEST FRIEND FOREVER) | TREASURE | 作詞、作曲             |

## 出演

### サバイバル番組
- MIXNINE （2017年、JTBC）
- YG 宝石箱 （2018年-2019年、JTBC）

### バラエティ番組

#### 2022年
- 出張十五夜（2月25日〜3月4日、tvN）[14]
- 君の声が見える（3月12日、Mnet）[15]
- ミステリー音楽ショー 覆面歌王（3月27日〜4月3日、MBC）[16][17]
- ラッキードル（4月8日〜6月17日、tvN）[18]